# Jean-Charles-Joseph Rémond
Pour les articles homonymes, voir Rémond.

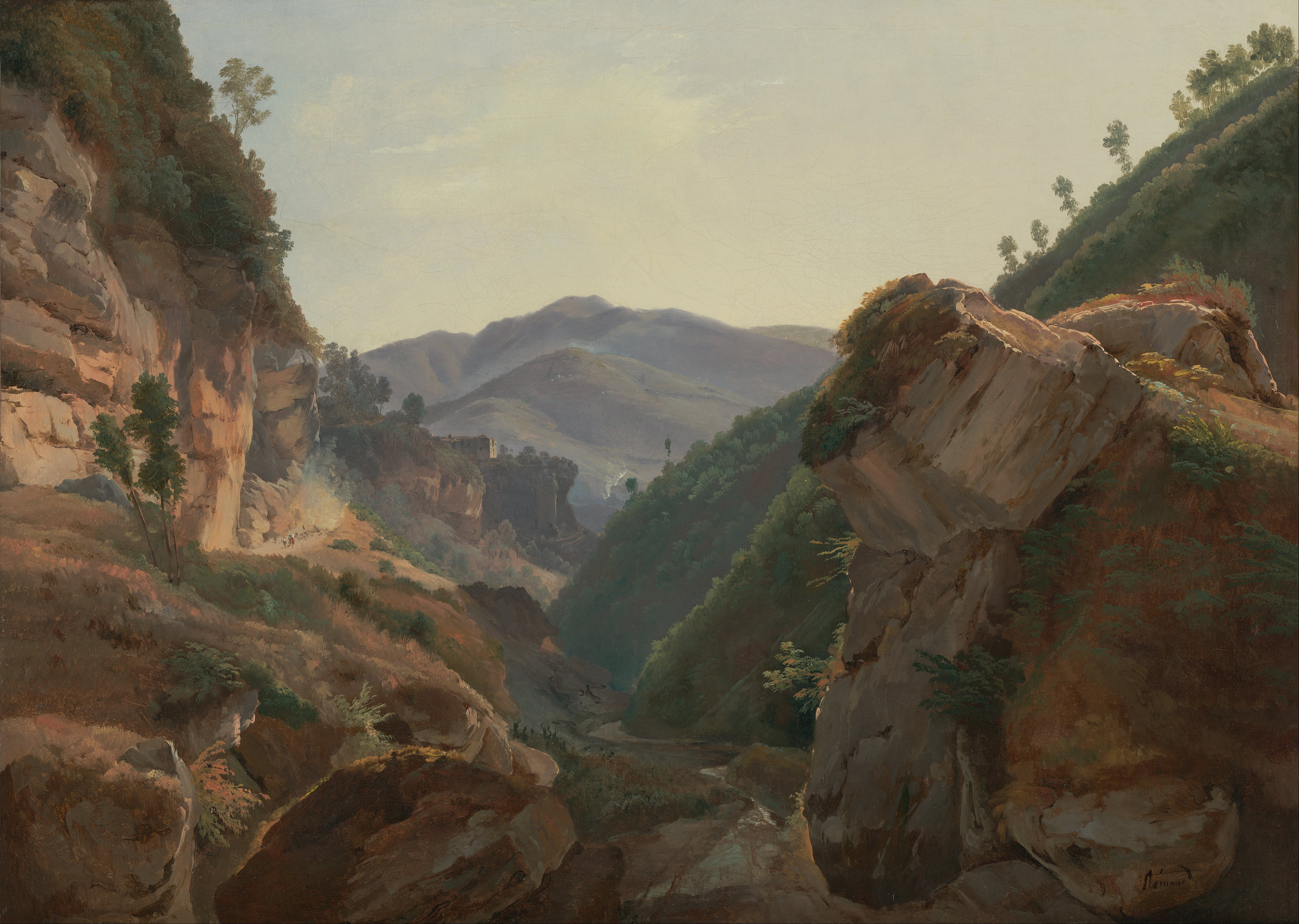
Paysage montagneux avec une route vers Naples (1821-1825), Los Angeles, Getty Center.

Jean-Charles-Joseph Rémond, né le 19 avril 1795 à Paris, où il est mort dans le 6e arrondissement le 9 juillet 1875, est un peintre paysagiste français.

## Biographie
Jean-Charles-Joseph Rémond est fils de l'imprimeur Jean-Charles Rémond qui fonde en 1793 à Paris une imprimerie spécialisée en gravures. Il est l'élève de Jean-Baptiste Regnault à l'Académie de peinture et de sculpture dès 1809, et de Jean-Victor Bertin à l'École des beaux-arts de Paris en 1814. Il débute au Salon de 1814 avec deux paysages historiques.
Il remporte le grand prix de Rome du paysage historique en 1821, à l'unanimité pour L'Enlèvement de Proserpine par Pluton
De retour de Rome, il ouvre un atelier à la fin de 1826. Rémond se consacre au paysage historique et cesse d'exposer après 1848. À son retour d'Italie, il publia un recueil de vues de ce pays. Adepte de la peinture en plein-air, il voyagea en Italie jusqu'à Naples et la Sicile, la Suisse (ses vues du Lac de Genève et des environs de Lausanne sont interprétées en gravures par Edme Bovinet), avant de retourner en France.
Jean-Charles-Joseph Rémond est élevé au grade d'officier de la Légion d'honneur.

## Collections publiques
Aux États-Unis
- Los Angeles, Getty Center : Paysage montagneux avec une route vers Naples, 1821-1825
- New York Metropolitan Museum of Art :
  - Vue d'Ischia depuis la mer, 1842
  - Entrée de la grotte du Pausilippe, entre 1822 et 1842
  - Vue du Colisée et de l'Arche de Constantin depuis le mont Palatin, 1822-1824
  - Vue de la basilique de Constantin depuis le mont Palatin, Rome, 1822-1825

En France
- Chartres, musée des Beaux-Arts : Vue d'une vallée des Vosges prise de Ribeauvilliers (Haut-Rhin), toile, 323 × 226 cm, 1835, don de l’État[4].
- Dijon, musée des Beaux-Arts :
  - Le Loup et l'agneau, huile sur toile, 83 x 111 cm ;
  - Le Chêne et le roseau, huile sur toile, 81 x 109 cm.
- Montpellier, musée Fabre : La Mort d'Abel. Paysage historique, 1838
- Musée d'Arts de Nantes : Ulysse et Nausicaa, 1830, huile sur toile, 171 × 200 cm[5]
- Orléans, musée des Beaux-Arts:
  - Vue de Capri côté sud, vers 1821-1825, huile sur papier marouflé sur toile, 26 x 36,7 cm[6];
  - Escalier taillé dans le roc conduisant à Anna Capri, vers 1821-1825, huile sur papier marouflé sur toile, 34,5 x 22,7 cm[7];
  - Paysage d'Italie, Étude pour un paysage historique, vers 1825, huile sur papier marouflé sur toile, 23,7 x 35,2 cm[8] ;
  - Ravin avec coulée de lave aboutissant à la mer, vers 1821-1825, huile sur papier marouflé sur toile, 24,5 x 32,3 cm[9].
- Paris, musée du Louvre : Carloman blessé à mort dans la forêt d'Yvelines
- Toulon, musée d'Art de Toulon : Paysage inspiré par le site de Royat , 1821
- Toulouse, musée des Augustins : Philoctète blessé à l'île de Lemnos, 1818
- Versailles, musée de l'Histoire de France : 
  - Prise de Tarragone en Catalogne par le général en chef Suchet, le 28 juin 1811, 1837
  - Siège de Lerida par le général Suchet, 1836
  - Le Général de division Suchet, commandant le 3e corps de l'armée d'Espagne, reçoit la capitulation de la ville de Tortosa, 1837

Au Royaume-Uni
- Cambridge, Fitzwilliam Museum : Paysage italien avec vue d'un port, huile sur papier marouflé

## Estampes
- Vues d'Italie dessinées d'après nature, vingt lithographies, 1827
- Vues d'Italie d'après nature, second recueil de 1827 à 1832
- Siège de Lérida (mai 1810), eau-forte, 1835

## Publications
- Principes de paysages, 1826
- Cours complet de paysages, 1828

## Galerie

Œuvres de Jean-Charles-Joseph Rémond
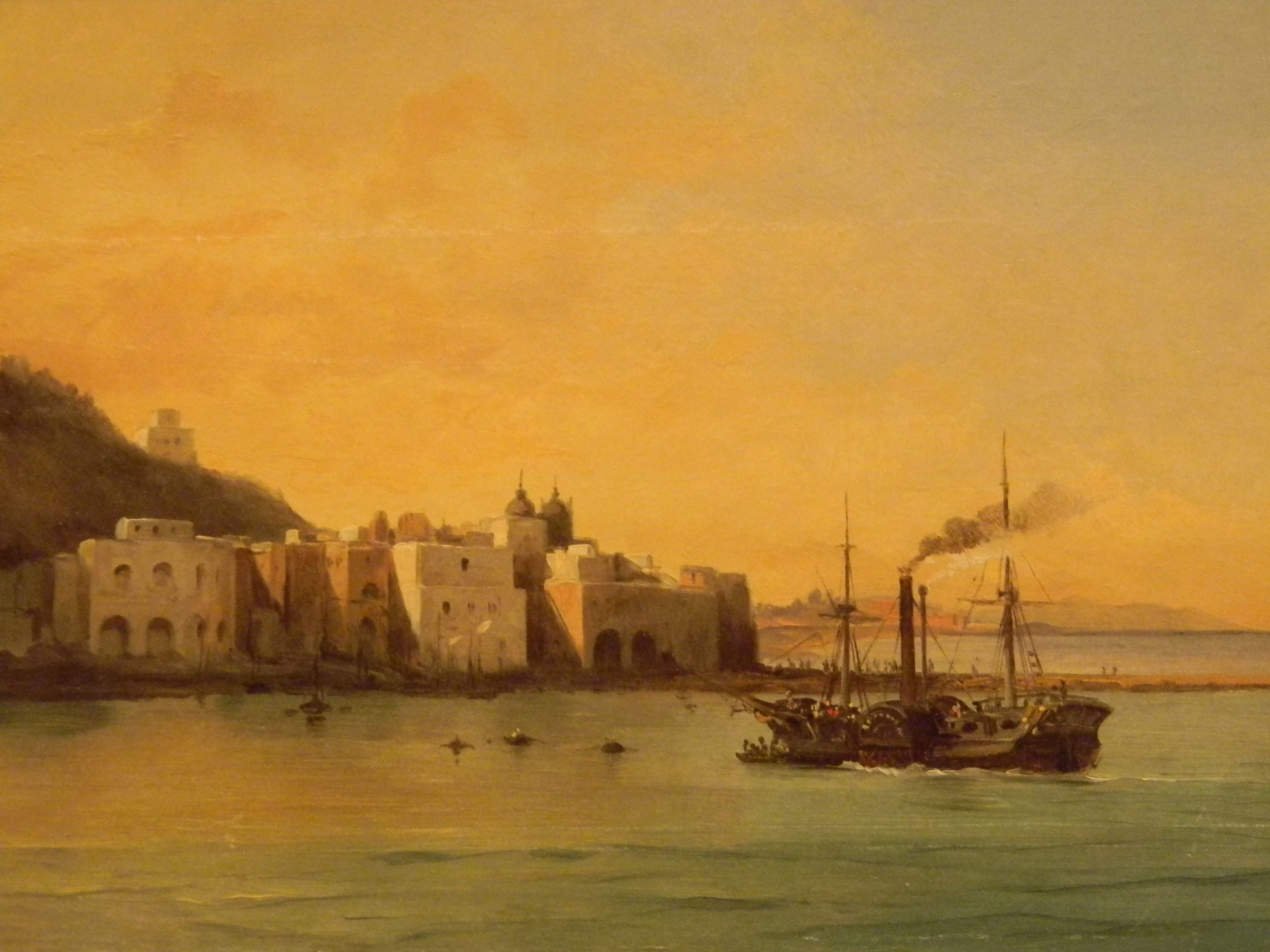
Vue d'Ischia depuis la mer (1842), New York, Metropolitan Museum of Art.
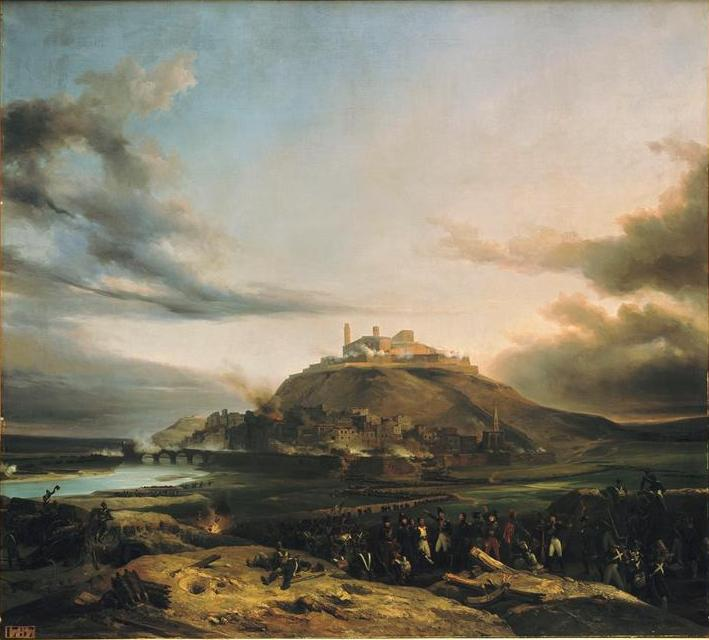
Siège de Lerida par le général Suchet (1836), château de Versailles.
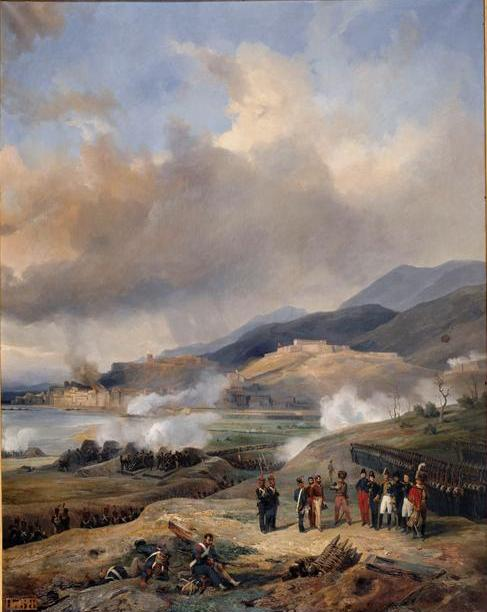
Le Général de division Suchet, commandant le 3e corps de l'armée d'Espagne, reçoit la capitulation de la ville de Tortosa (1837), château de Versailles.
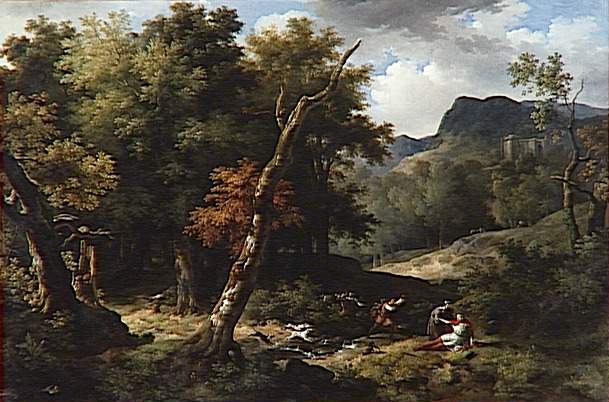
Carloman blessé à mort dans la forêt d'Yvelines, Paris, musée du Louvre.

## Élèves
- Amédée Jullien, vers 1843-1847
- Henri-Jean Lefortier (1819-1886)
- Jean-Louis Petit
- Théodore Rousseau (1812-1867)

## Expositions
- Du 19 juin au 4 octobre 2010 : Un siècle de paysages, le choix d'un amateur, Lyon, musée des beaux-arts
- Du 13 novembre au 22 novembre 2013 : Regards sur la nature, Paris, place Vendôme, galerie Fine Art Marty de Cambiaire